# 施廷施泰特
施廷施泰特是德国下萨克森州的一个市镇。总面积30.10平方公里，总人口531人，其中男性284人，女性247人（2011年12月31日），人口密度18人/平方公里。